# Камило Дзуколи
Камило Дзуколи (на италиански: Camillo Zuccoli) е висш рицар на Суверенния Малтийски орден и негов посланик в Република България.

## Биография
Роден е през 1957 г. в Изео, северна Италия. През 1979 г. е бил между основателите на италианския комитет „Рейгън президент“. Бил е избиран за зам. генерален секретар и член на Политическото бюро на Европейската народна партия (ЕНП). От 1986 до 1993 г. бил е асистент на председателя на Европейския християндемократически съюз. От март 2005 до 2007 г. е бил министър-съветник в посолството на Суверенния военен орден на св. Йоан от Ерусалим, Родос и Малта в България, а от 2007 г. до смъртта си е бил негов извънреден и пълномощен посланик.

## Престъпна дейност
През 1993 г. Камило Дзуколи е арестуван с обвинение за корупция и подкупи (хванат е с куфарче с 300 милиона лири) в рамките на най-големия корупционен скандал в италианската история „Чисти ръце“ (на италиански: Mani Pulite). След като прекарва известно време в затвора на Милано, Дзуколи не издържа и се разпява, предавайки началника си, тогавашния министър на Държавните поръчки Джовани Прандини, на когото е секретар. През следващите месеци италинската преса отразява обширно цялата корупционна схема на министъра свързана с подкупи в инфраструктурния сектор, където Дзуколи и Креспо, другия секретар на Прадини, играят решаваща роля при събирането на подкупите.
Най-авторитетните италиански всекидневници като „Република“ и „Avanti!“ публикуват детайли от разпита на Дзуколи, под заглавие „Асистента си признава и накисва Прандини“. През 1996 г. Сенатът дава разрешение за подвеждане под съдебна отговорност на Прандини, Дзуколи и още четири лица, както се чете в официалния документ, публикуван в „Държавен вестник“. След присъдата на първа инстанция, настъпва промяна в закона относно използването на документи и доказателства пред съда и делото губи давност поради изтичане на сроковете през 2001 г.
През 2012 г. името на Дзуколи се появява в друг скандал, този път с фондацията „Valore Italia“.